# Gabryś Frysztorf
Gabryś Frysztorf, eigentlich Gabriel Frysztorf oder Frishdorf (* um 1921; † 15. Juni 1943) war ein Widerstandskämpfer des Allgemeinen Jüdischen Arbeiterbunds („Bund“) im Warschauer Ghetto.
Wie viele andere Schüler der jüdisch-weltlichen Schulen wurde er Mitglied der Jugendorganisation Sozialistischer Kinder Farband (SKIF) und später der Tsukunft. Nach der deutschen Besetzung Polens zu Beginn des Zweiten Weltkriegs war er Kurier im Untergrund, aber er war auch für direktere Widerstandsmaßnahmen verantwortlich. 1942 trat Frysztorf in die neu gegründete Jüdische Kampforganisation (ZOB) ein. Er führte eine Kampfgruppe auf dem Gelände der Röhrich-Fabrik. Er nahm aktiv am Warschauer Ghettoaufstand im Frühling 1943 teil.
Vor der endgültigen Vernichtung  des Ghettos konnte er zusammen mit seiner Frau Hanna aus dem Ghetto fliehen. Frishdorf ging mit ihr in den Wischkowald, um dort in eine Partisanengruppe einzutreten, wurde aber bald im Gefecht mit SS-Soldaten getötet. Nach seinem Tod gebar seine Frau Hanna einen Sohn, den sie nach dem Vater Gabryś nannte. Wie viele Mitkämpfer wurde Frysztorf postum in den Kreis des Heldenmuts aufgenommen.